# Butte Falls
Butte Falls est une municipalité américaine située dans le comté de Jackson en Oregon.
Lors du recensement de 2010, sa population est de 423 habitants. La municipalité s'étend alors sur une superficie de 0,41 mille carré (1,06 km2).

## Histoire
En 1906, la Butte Falls Sugar Pine Company fonde une scierie et une ville, nommée en référence aux chutes de la Big Butte Creek
. Butte Falls devient une municipalité le 21 août 1911.
La Butte Falls Ranger Station est construite entre 1935 et 1938 par les Civilian Conservation Corps et est inscrite au Registre national des lieux historiques depuis 1986.

La Butte Falls Ranger Station
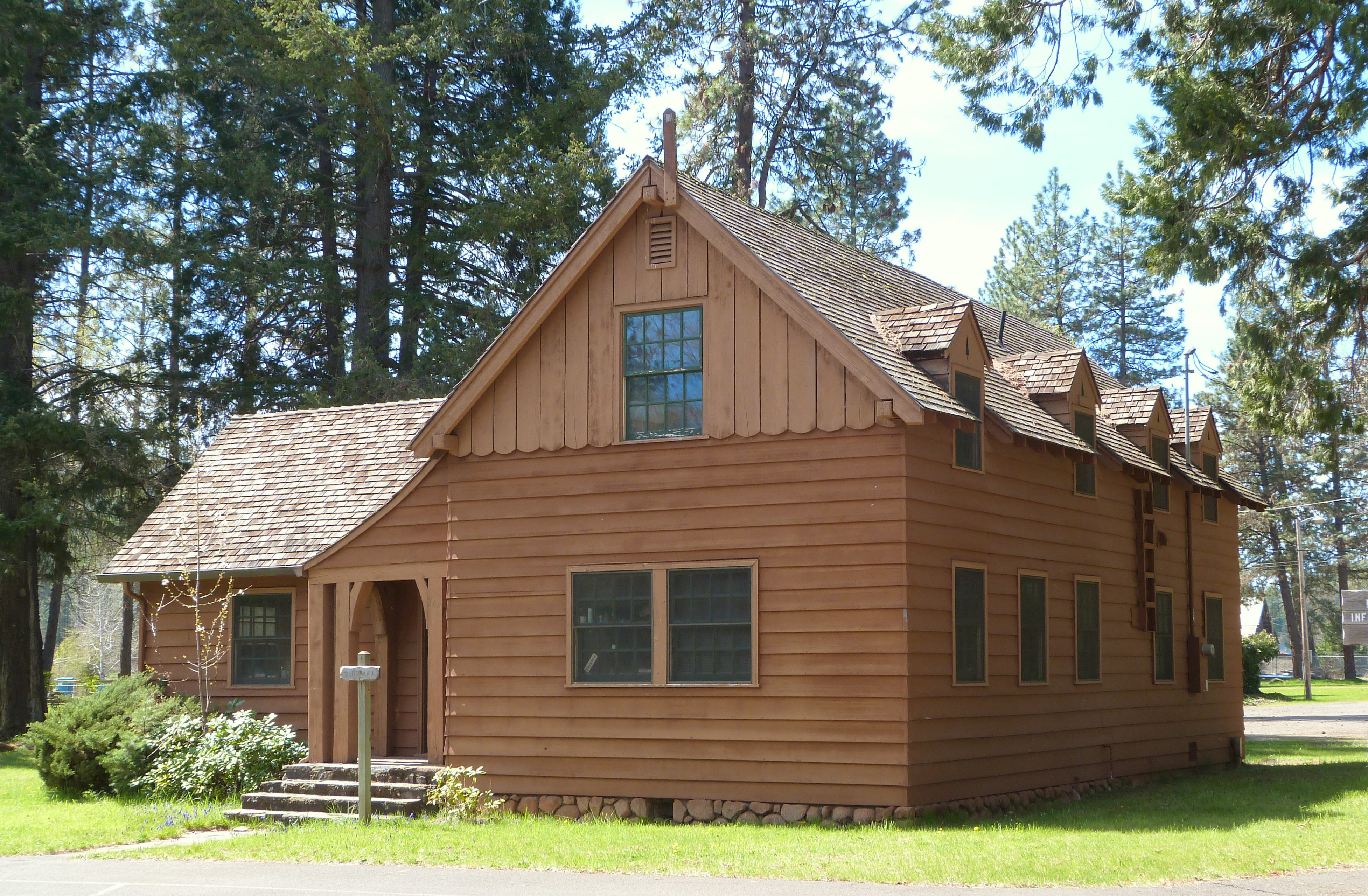
L'office 2002
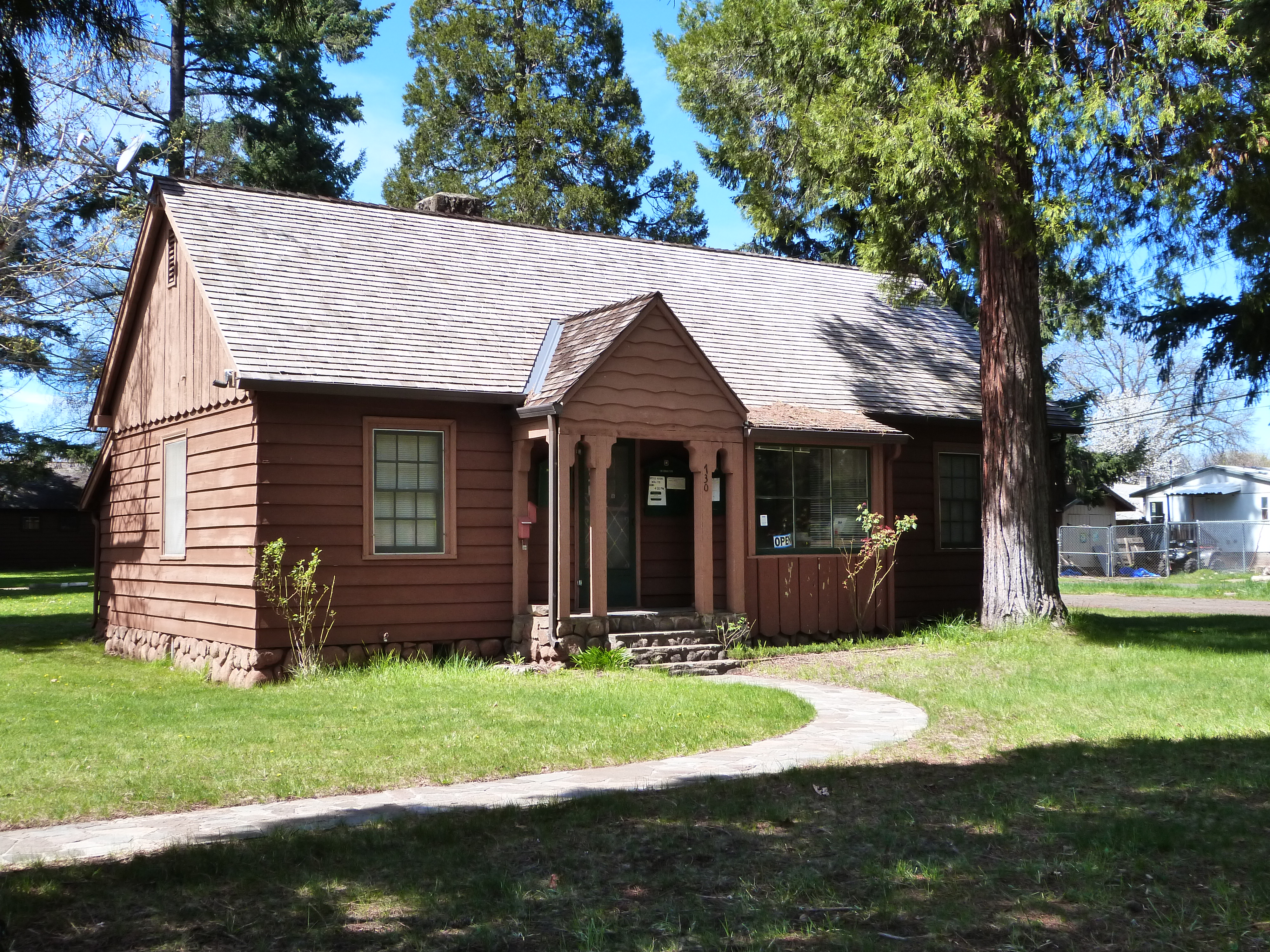
La résidence 1001
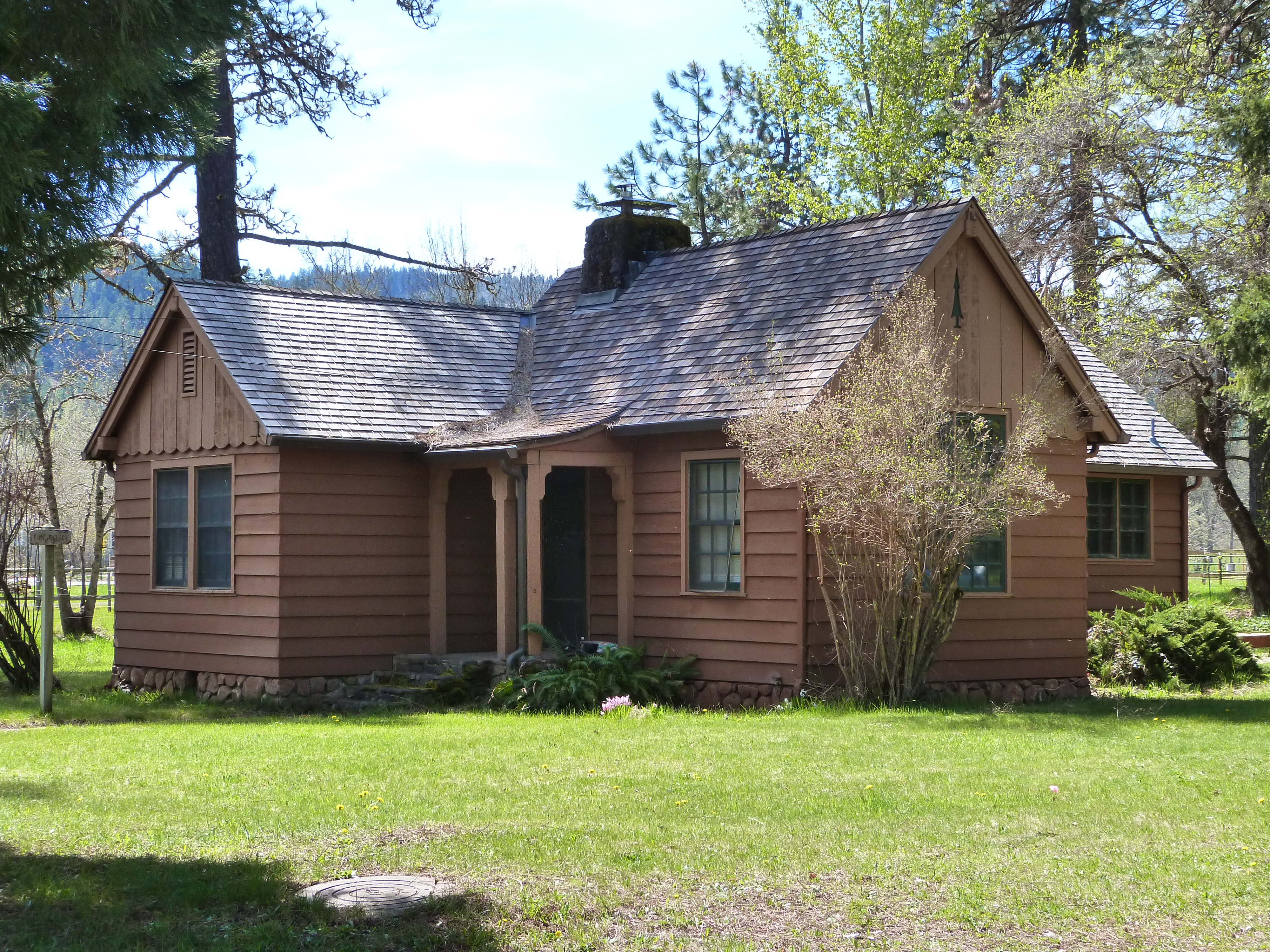
La résidence 1002
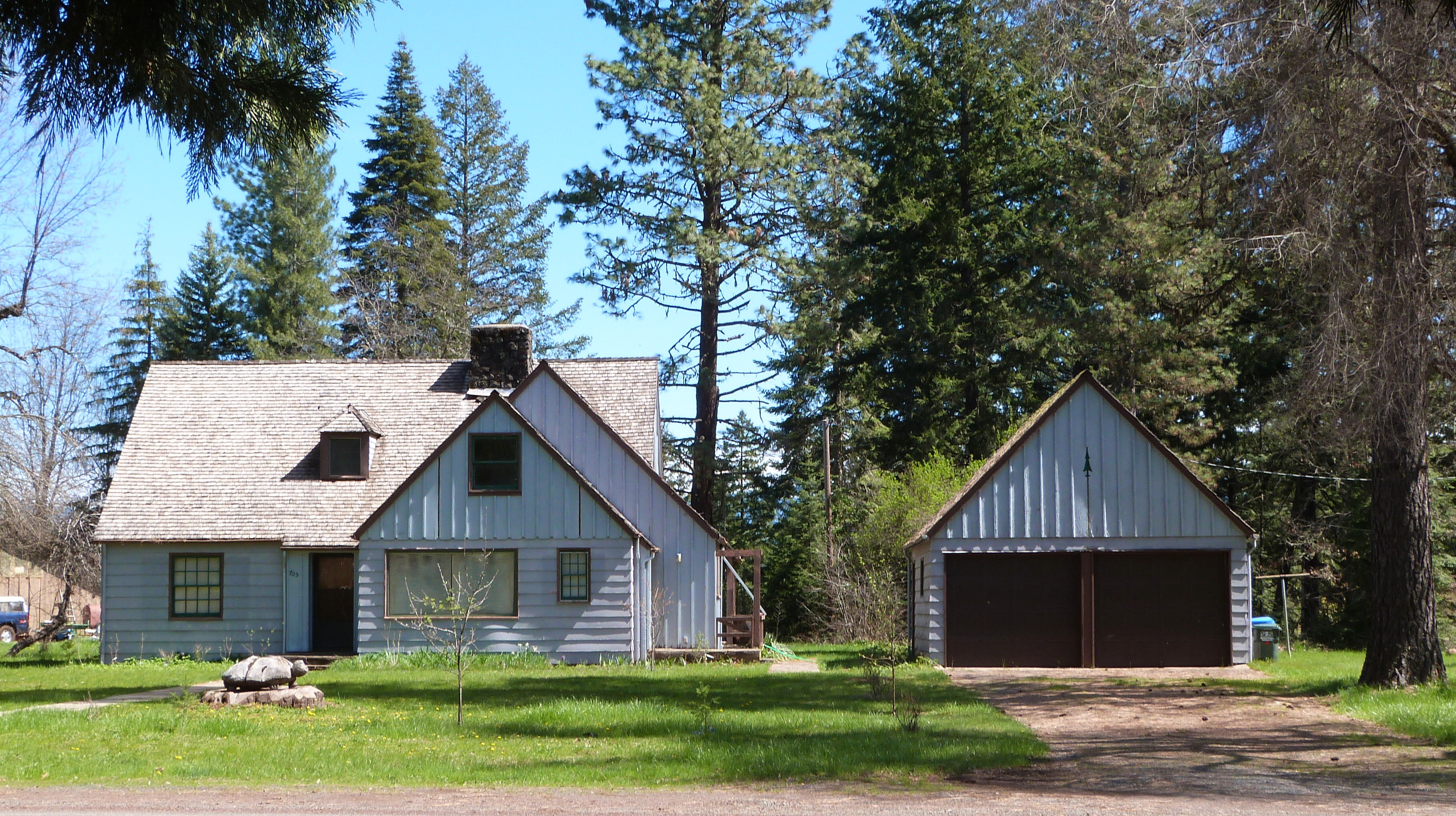
La résidence 1003